# Virus xenotrópico relacionado con el virus de la leucemia murina

## Descripción
Su nombre hace referencia a su similitud con los virus xenotrópicos de la leucemia murina, aunque presenta algunas diferencias sustanciales. Se piensa que puede estar vinculado al cáncer de próstata y el síndrome de fatiga crónica por la ribonucleasa-L (RNasa-L), parte de las defensas naturales de las células contra los virus. Cuando se activa, la RNasa-L destruye el ácido ribonucléico (ARN) para detener la expresión de los genes virales.
Investigaciones previas demostraron que la mutación R462Q, que resulta en una disminución del nivel de función de la RNasa-L, se asociaba con mayor susceptibilidad de infección por virus XMRV en varones; sin embargo, un estudio posterior descubrió que la infección por XMRV ocurría independientemente de la variación genética de la RNasa-L.
El virus fue descubierto en un tejido prostático canceroso usando un chip que contenía muestras de material genético de más de mil virus diferentes. Su análisis reveló la presencia de un gamma-retrovirus en un sustancial número de células R462Q homocigotas, pero en muy pocas del tipo heterocigoto o natural. Una exploración posterior halló el virus presente en el 40% de hombres homocigotos para la R462Q y solamente un 1.5% para los que no lo eran, así como demostró que cada caso presentaba el mismo virus.
Se cree que el XMRV puede llevar al cáncer de próstata causando una deficiencia de RNAasa-L.
En otro estudio, el genoma viral fue reconstruido a partir del ácido ribonucleico mensajero (ARNm) de la próstata y usado para infectar tejidos prostáticos in vitro. Los investigadores pudieron demostrar que las líneas deficientes de RNasa-L eran más susceptibles a la infección. Estos datos no necesariamente muestran que el XMRV causa cáncer de próstata, pero sí que la deficiencia de RNasa-L hace el tejido prostático más susceptible al virus, lo que en consecuencia sugiere la posibilidad de relación entre el virus y la enfermedad.
El virus XMRV ha sido implicado incluso con mayor fuerza en el síndrome de fatiga crónica: según un estudio publicado en la revista Science, los enfermos de síndrome de fatiga crónica (abreviadamente SFC) tienen 54 veces más probabilidades de estar infectados por el virus XMRV que el ciudadano medio. Los estudios actuales del Instituto Whittemore Peterson (Reno, Nevada, EE.UU), mencionan más de un 95% de enfermos de síndrome de fatiga crónica, fibromialgia y esclerosis múltiple atípica afectados por el virus sobre una muestra de más de 200 pacientes analizados. Los estudios continúan en EE.UU y el Reino Unido sobre mayores grupos de población para establecer conclusiones más seguras. El Instituto Whittemore Peterson trabaja activamente sobre esta materia y espera obtener un test diagnóstico y tratamiento. No obstante en la actualidad se considera todavía prematura cualquier expectativa tanto sobre la certeza de este descubrimiento como de sus posibles consecuencias terapéuticas.

En la actualidad está en duda su verdadera implicación en el desarrollo de cáncer de próstata así como en el síndrome de fátiga crónica, ya que la mayoría de estudios no han sido capaces de replicar los resultados inicialmente descritos para ambas enfermedades.